# Carl Bobe
Carl Bobe (* 23. September 1878 in Oerlinghausen; † 5. Februar 1947 in Bielefeld) gilt als Begründer des modernen Postleitzahlensystems. Obwohl bereits zuvor die Verwaltung der Thurn-und-Taxis-Post mit Hilfe von Ringnummernstempeln eine (unsystematische) numerische Ortscodierung durchführte, wurde von ihm 1917 erstmals ein systematischer Aufbau der Postleitzahlen vorgestellt.

## Leben
Nach seinem Schulbesuch stieg Carl Bobe in den elterlichen Tischlereibetrieb ein. Im Ersten Weltkrieg wurde er als Soldat eingezogen; aufgrund seiner pazifistischen Gesinnung wurde er kurz darauf inhaftiert.
Nach seiner Entlassung, noch vor Ende des Krieges, kehrte er nicht zurück in seinen Beruf, sondern veröffentlichte verschiedene Schriften, insbesondere zur Optimierung von Produktionsprozessen. Speziell entwickelte er 1917 auch das Organisationsschema zur schnelleren Postzustellung. Außerdem unterhielt er Kontakte zu Berliner DADA-Kreisen, wie beispielsweise zu Johannes Baader.
In den Folgejahren war sein Hauptinteressengebiet die Optimierung des Verkehrswesens, speziell der Reichsbahn; zu diesem Themenkomplex veröffentlichte er eine Reihe von Schriften und führte teilweise seinerzeit aufsehenerregende Aktionen durch. So stellte er sich beispielsweise selbst Freifahrtscheine aus, um sich im Nachhinein mit einer Selbstanzeige zu belasten.
Diese Aktionen führte er auch während der Zeit des Nationalsozialismus, für den er anfangs eine gewisse Sympathie empfand, fort; dadurch drohte ihm die Einweisung in eine Nervenheilanstalt, zu der es jedoch letztlich nicht kam.
Er starb 1947 infolge eines Verkehrsunfalls, als er zu Fuß die A 2 im heutigen Bielefelder Stadtteil Stieghorst überqueren wollte.

## Postleitzahlsystem
Im Jahr 1917 stellte er sein Postleitzahlsystem vor; seine Systematik ist die Adaption der Dewey Decimal Classification zur Klassifikation von Bibliotheksbeständen auf ein Organisationsschema zur systematischen Erfassung von Städten und Gemeinden. Dabei wurde Deutschland hierarchisch geografisch gegliedert und Großräumen, regionalen Untergliederungen und örtlichen Bereichen die ersten drei Stellen des Systems zugewiesen.
Beispielsweise steht die „5“ an erster Stelle für den westlichen Bereich Deutschlands, die „55“ für den Großraum Köln und „553“ für den Kreis Bonn. Die Länge der Postleitzahl kann dann bei Bedarf nach weiterer Untergliederung verlängert werden; dadurch ist eine regionale Anpassung auf Veränderungen flexibel möglich.
Das System kam damals in dieser Form nicht zum Einsatz, in Deutschland wurden Postleitzahlen erst 1941 eingeführt. Aufgrund seiner theoretischen Ausführungen, die sich in ähnlicher Weise auch in dem Aufbau der heutigen Postleitzahlsysteme zahlreicher Länder widerspiegeln, wird Carl Bobe auch als „Erfinder der Postleitzahl“ bezeichnet.
Das heutige System der Postleitzahlen in Deutschland entspricht noch dieser Systematik insofern, als die erste Stelle eine Leitzone (erste Stelle der Postleitzahl), die ersten beiden Stellen eine Leitregion und die fünf Stellen einen Leitbereich bezeichnen. Auch die zuvor verwendeten vierstelligen Systeme basierten im Grundsatz auf den Vorschlägen von Carl Bobe. Insbesondere ist aber auch die Gemeindekennziffer in Deutschland analog dieser Systematik aufgebaut; in ihr sind hierarchisch Bundesland, Regierungsbezirk, Landkreis bzw. Stadt und Gemeinde verschlüsselt.